# میکی ایوانز
میکی ایوانز (انگلیسی: Micky Evans؛ زادهٔ ۳ اوت ۱۹۴۶) بازیکن فوتبال اهل بریتانیا است.
از باشگاه‌هایی که در آن بازی کرده‌است می‌توان به باشگاه فوتبال کرو آلکساندرا، باشگاه فوتبال سوانزی سیتی، باشگاه فوتبال ووستر سیتی، باشگاه فوتبال استافورد رانجرز، و باشگاه فوتبال والسال اشاره کرد.